# 謝偃
謝偃（6世纪？—643年），衛縣（今河南淇縣）人。隋朝、唐朝官员。

## 生平
先世為鮮卑人，姓直勒氏，祖父孝政，官至北齊散騎常侍，並改姓謝。謝偃在隋朝時為散從正員外。貞觀十一年（637年），唐太宗詔求直諫，謝偃上書極言得失，唐太宗讚之，引為弘文館直學士，迁魏王府功曹。當時李百藥工詩，而謝偃善賦，人稱「李詩謝賦」。卒於貞觀十七年（643年）。高適有詩《逢謝偃》。

## 延伸阅读
[在维基数据编辑]
 在维基文库阅读此作者作品
 《舊唐書·卷190上》，出自刘昫《舊唐書》